# Фридрих VII фон Шьонбург-Хасенщайн
Фридрих VII фон Шьонбург-Хасенщайн (на немски: Friedrich VII. v.Schönburg-Hassenstein; † 1367) от род Шьонбург, е господар на Шьонбург-Хасенщайн.

## Произход и наследство
Той е вторият син (от седем деца) на Фридрих (Фриц) IV фон Шьонбург-Кримитцшау-Щолберг († сл. 1347 или 1363) и съпругата му Агнес фон Китлитц († 1369). Внук е на Херман IV фон Шьонбург († 1301) и София фон Лобдебург. Брат е на Херман VI фон Шьонбург-Кримитцшау († 1382) и Бернхард I фон Шьонбург-Хасенщайн († сл. 1380). Сестра му Катарина фон Шьонбург († 1362) се омъжва сл. 1 март 1336 г. за фогт Хайнрих X фон Вайда „Млади“ († 1363/1366). Другата му сестра Гизела фон Шьонбург († сл. 1360) се омъжва за Ото фон Ебелебен († сл. 1360).
Карл IV дава на Шьонбургите през 1351 г. господството Хасенщайн и други градове в Бохемия.

## Фамилия
Фридрих VII фон Шьонбург-Хасенщайн се жени за Катарина. Бракът е бездетен.